# 기본 표현
리 군의 표현론에서 기본 표현(基本表現, fundamental representation)은 그 우세 무게가 다른 모든 우세 무게들의 집합의 기저를 이루는 표현이다. 주어진 군의 임의의 표현은 기본 표현들의 조합으로 유일하게 나타낼 수 있다.

## 성질
모든 표현은 일련의 무게들로 나타낼 수 있다. 계수(rank, 카르탕 부분 대수의 차원)가 {\displaystyle k}인 반단순 리 대수의 표현은 {\displaystyle k}개의 무게를 가진다. 즉, 무게들은 {\displaystyle k}차원 실수 벡터 공간의 원소다. 여기에 임의로 정분면(orthant)을 골라, 순서를 매길 수 있다. 그 가운데, 선택한 양근에 의하여 결정되는 단순 쌍대근의 쌍대 기저를 기본 무게(基本-, fundamental weight)고 한다. 기본 무게를 우세 무게로 가지는 표현을 기본 표현이라고 한다. 이에 따라 임의의 표현은 기본 표현들의 텐서곱의 최고 무게 성분으로 나타낼 수 있다. 기본 표현은 무게 공간의 기저를 이루므로, 기본 표현의 개수는 리 군의 계수와 같다.

## 단순 리 군의 기본 표현
- An = SU(n+1) (또는 그 복소화인 {\displaystyle SL(n+1,\mathbb {C} )})의 경우, 기본 표현은 {\displaystyle k}차 완전 반대칭 텐서 {\displaystyle \bigwedge ^{k}\mathbb {C} ^{n+1}} ({\displaystyle k=1,\dots ,n})이다. 이 경우, 기본 무게는 {\displaystyle (1,0,0,\dots ,0)}, {\displaystyle (1,1,0,\dots ,0)} …, {\displaystyle (1,1,1,\dots ,1)}의 꼴이다.
- Bn = Spin(2n+1)의 경우, 기본 표현은 {\displaystyle 2^{n}}차원 디랙 스피너와 {\displaystyle \bigwedge ^{k}\mathbb {C} ^{2n+1}} ({\displaystyle k=1,\dots ,n-1})이다. 이 경우, 기본 무게는 {\displaystyle (1/2,1/2,\dots ,1/2)} (스피너)와 {\displaystyle (1,0,\dots ,0,0)}, …, {\displaystyle (1,1,\dots ,1,0)}이다. (물론 {\displaystyle (1,1,\dots ,1)=2(1/2,1/2,\dots ,1/2)}이므로 기본 표현이 아니다.)
- Cn = USp(2n)의 경우, 기본 표현은 {\displaystyle \bigwedge ^{k}\mathbb {C} ^{2n}} ({\displaystyle k=1,\dots ,n})의 최고 무게 기약 성분이다. 이는 {\displaystyle {\binom {2n}{k}}-{\binom {2n}{k-2}}} ({\displaystyle k\geq 2})차원이다. 물론 {\displaystyle k=1}인 경우는 그냥 {\displaystyle 2n}차원이다.
- Dn = Spin(2n)의 경우, 기본 표현은 {\displaystyle 2^{n-1}}차원 바일 스피너 두 개와 {\displaystyle \bigwedge ^{k}\mathbb {C} ^{2n}} ({\displaystyle k=1,\dots ,n-2})이다. 이 경우, 기본 무게는 {\displaystyle (1/2,1/2,\dots ,1/2,\pm 1/2)}와 {\displaystyle (1,0,\dots ,0,0.0)}, …, {\displaystyle (1,1,\dots ,1,0,0)}이다.
- F4의 경우, 기본 표현은 26, 52, 273, 1274차원 표현이다. 여기서 52차원 표현은 딸림표현이다.
- G2의 경우, 기본 표현은 7차원 표현과 14차원 표현이다. 여기서 14차원 표현은 딸림표현이다.
- E6의 경우, 기본 표현은 27, 27′, 78, 351, 351′, 2925차원 표현이다. 여기서 78차원 표현은 딸림표현이다.
- E7의 경우, 기본 표현은 56, 133, 912, 1539, 8645, 27664, 365750차원 표현이다. 여기서 133차원 표현은 딸림표현이다.
- E8의 경우, 기본 표현은 각각 248, 3875, 30380, 147250, 2450240, 6696000, 146325270, 6899079264차원 표현이다. 여기서 248차원 표현은 딸림표현이다.

## 같이 보기
- 무게 (표현론)